# Richard Wright-Firth
Richard Wright-Firth (* in Norfolk) ist ein britischer Schauspieler und Synchronsprecher.

## Leben
Wright-Firth wurde in London geboren. Zwischen 1999 und 2002 studierte er an der Italia Conti Academy of Theatre Arts in London. Er war Mitglied der BBC Radio Drama Company und gewann den Carleton Hobbs Award. 2002 stellte er die Rolle des Pinar im Stück The Wild Good Chase beim William Poel Festival 2002 im Shakespeare's Globe Theatre dar.
2003 wirkte Wright-Firth in drei Episoden der Fernsehserie His Dark Materials. Eine Nebenrolle verkörperte er 2011 im Fernsehzweiteiler Laconia. Von 2014 bis 2016 stellte er in insgesamt 14 Episoden der Fernsehserie Black Sails die Rolle des Muldoon dar. In den nächsten Jahren folgten verschiedene Episodenrollen in Fernsehserien, Fernsehdokuserien und Miniserien. 2020 wirkte er in verschiedenen Rollen an acht Episoden der Fernsehserie Vagrant Queen mit. 2022 verkörperte er in der Fernsehserie Recipes for Love and Murder in sechs Episoden die Rolle des Gordon McClintock.

## Filmografie (Auswahl)
- 2003: His Dark Materials (Fernsehserie, 3 Episoden)
- 2011: Laconia (The Sinking of the Laconia, Fernsehzweiteiler)
- 2013: SAF3 (Fernsehserie, Episode 1x08)
- 2014: Weapon of Choice (Kurzfilm)
- 2014–2016: Black Sails (Fernsehserie, 14 Episoden)
- 2015: Saints & Strangers (Miniserie, Episode 1x01)
- 2016: Modder en bloed
- 2016: No Man Left Behind (Fernsehdokuserie, Episode 1x01)
- 2016: Stag Knights (Kurzfilm)
- 2016: Gefangen (Fernsehdokuserie, Episode 1x06)
- 2017: Origins: The Journey of Humankind (Fernsehdokuserie, Episode 1x01)
- 2017: Blood Drive (Fernsehserie, Episode 1x12)
- 2017: American Monster (Fernsehdokuserie, Episode 2x10)
- 2017: Beautiful Boy (Kurzfilm)
- 2017: Killer Instinct with Chris Hansen (Fernsehserie, Episode 3x05)
- 2017: Lima (Kurzfilm)
- 2018: Evil Monkeys (Fernsehspezial)
- 2020: Vagrant Queen (Fernsehserie, 8 Episoden, verschiedene Rollen)
- 2020: Shock Wave 2 (Sprechrolle)
- 2021: Slumber Party Massacre
- 2022: Abraham Lincoln (Miniserie, Episode 1x01)
- 2022: Recipes for Love and Murder (Fernsehserie, 6 Episoden)
- 2022: Resident Evil (Fernsehserie, Episode 1x01)
- 2023: FDR (Fernsehdokuserie, Episode 1x01)
- 2023: Warrior (Fernsehserie, Episode 3x07)
- 2023: One Piece (Fernsehserie, 2 Episoden)

## Theater (Auswahl)
- 2002: The Wild Goose Chase
- 2000: Baal
- 2002: Ruffian on the stair
- 2007: The Long Shot
- 2002: She Ventures and he wins
- 2004: Macbeth
- 2002: Mother Courage and her Children
- 2002: They shoot Horses Don't they
- 2001: Under Milk Wood
- 2001: Julius Caesar
- 2010: Snow White and the seven Dwarfs, Regie: Fred Abrahamse
- 2016: Vacancy, Regie: Claire-Louise Worby
- 2016: Robin Hood, Regie: Fred Abrahamse
- 2016: Court, Regie: Richard Wright-Firth